# Дембицький Микола Петрович
Мико́ла Петро́вич Дембíцький (нар. 8 грудня 1958, Кам'янець-Подільський) — військовий історик, краєзнавець. Кандидат історичних наук (1996). Доктор політичних наук (2008). Полковник. Пише праці російською мовою.

## Біографія
1979 року закінчив Кам'янець-Подільське вище військово-інженерне командне училище. Служив на Уралі. У 1989—1992 роках навчався на педагогічному факультеті Гуманітарної академії Збройних Сил у Москві.
1995 року закінчив ад'юнктуру Інституту військової історії Міністерства оборони Російської Федерації. Від 1995 року працює начальником відділу Інституту військової історії. Пенсіонер (2009).

## Наукові дослідження
Захистив кандидатську дисертацію «Радянські військовополонені в роки Великої Вітчизняної війни» (Москва, 1996). Захистив докторську дисертацію з політології (Москва, 2008)[джерело?].
Основні наукові інтереси: історія війн і військового мистецтва, військовий полон. Брав участь у підготовці збірника документів «Г. К. Жуков у битві під Москвою» (Москва, 1994). Співавтор книги «Таємниці та уроки зимової війни: 1939—1940 рр.» (Санкт-Петербург).
Від 1989 року досліджує також історію Кам'янця-Подільського, зокрема періоду Другої світової війни. Підсумком цієї роботи стала книга «Бої за Кам'янець навесні 1944 року», видана 1999 року в Кам'янці-Подільському (російською мовою).